# Кривой Ключ (Кушнаренковский район)
Кривой Ключ — упраздненный в 1986 году посёлок Старокурмашевского сельсовета Кушнаренковского района Башкирской АССР.

## История
Кривой Ключ был учтен в 1925 г. В нём было 6 дворов.
Исключен из учетных данных Указом Президиума ВС Башкирской АССР от 12.12.1986 N 6-2/396 «Об исключении из учетных данных некоторых населенных пунктов»).

## География
В 1952 году — п. Кривой Ключ, входящий в Кушнаренковский сельсовет, в 8 км от райцентра и центра сельсовета — с. Кушнаренково и в 61 км от железнодорожной станции Уфа.